# Ду Фу
Ду Фу (кит. 杜甫, пиньинь Dù Fǔ) (712—770) — один из крупнейших поэтов Китая и выдающийся корифей-классик времён династии Тан. Второе имя Цзымэй. Уроженец Хэнани. Ду Фу оставил огромное поэтическое наследие — около 1400 стихотворений, от четверостиший до поэм, разнообразных по стилю и содержанию.
В честь Ду Фу назван кратер на Меркурии (лат. Du Fu), название утверждено Международным астрономическим союзом 25 сентября 2015 года.

## Биография
Большая часть того, что известно о жизни Ду Фу, получено из его стихов. В молодости много путешествовал по разным местам Китая. Прибыв в столицу, получил при дворце незначительную должность. Во время мятежа Ань Лушаня бежал из столицы вместе со свитой императора, семья же его осталась в Чанъани, и он долго не имел от них никаких вестей. После подавления беспорядков Ду Фу был приближен к императору и однажды в 757 году, он стал советником молодого императора Суцзуна и даже был наделён привилегией критиковать императора, однако едва он воспользовался ею, как его посадили в тюрьму. Комиссия, расследовавшая это дело, признала его невиновным и император даже простил его дерзость и оставил у себя в той же должности. Однако в 759 году ушёл со службы и жил один в хижине на окраине города Чэнду четыре года. В 765 году переселился с семьёй в южные края, к низовьям Янцзы. Умер в своей лодке-джонке во время очередного путешествия по Янцзы.
Один из величайших поэтов Китая, особенно ценимый за те стихи, где он отождествляет свою горькую судьбу со страданиями всего китайского народа.
Был связан долгой и тёплой дружбой с Ли Бо. Их часто упоминают рядом как двух величайших гениев всей китайской поэзии. Сограждане называли Ду Фу «ши шэн» (кит. трад. 詩聖, упр. 诗圣, пиньинь shī shèng), что переводится как «совершенномудрый в поэзии».

## Влияние на современный язык
В современном китайском языке есть несколько чэнъюев, происходящих из произведений Ду Фу. Например, наблюдения Ду Фу за изменчивой формой облаков, отражённые в стихотворении        «Жаль» (кит. упр. 可叹), породили чэнъюй «белые одежды сменились сизыми собаками» (кит. упр. 白衣苍狗, пиньинь bái yī cāng gǒu, палл. байи цангоу), означающий неожиданные перемены. В  том же смысле используется слегка изменённый вариант этого выражения: «то тучки белые плывут, то вдруг как сизые собаки» (кит. упр. 白云苍狗).

## В филателии
25 мая 1962 года к 1250-летию со дня рождения Ду Фу КНР выпустила две почтовые марки, на одной — изображение тростниковой хижины Ду Фу и цитата Чжу Дэ о Ду Фу: «Тростниковая хижина остаётся грядущим поколениям, совершенномудрый в поэзии — выдающийся навсегда» (кит. трад. 草堂留后世//詩圣著千秋); на другой марке — портрет Ду Фу и цитата Го Мо-жо о Ду Фу: «В мире — разруха, в поэзии — совершенномудрый; в народе — страдания, на кончике кисти — волнение» (кит. трад. 世上疮痍，詩中圣哲；民間疾苦，笔底波瀾):17. 10 августа 1983 года в рамках серии «Литераторы Древнего Китая» (кит. упр. 中国古代文学家) КНР была выпущена марка с портретом Ду Фу работы Лю Линцана, именем литератора, датами его жизни и названием серии, написанным стилем чжуаньшу:59. 13 сентября 2009 года КНР выпустила почтовую марку из серии «Триста танских стихотворений» (кит. упр. 唐诗三百首) с текстом стихотворения Ду Фу «Взирая на священную вершину» (кит. упр. 望岳), её тираж составил 12 999 700 экземпляров:214. Ниже представлен отрывок из него (вторая половина) в качестве примера лирики Ду Фу.

Родившись на склонах,

Плывут облака без труда,
Завидую птицам

И в трепете дивном немею.
Но я на вершину взойду

И увижу тогда,
Как горы другие

Малы по сравнению с нею.
Оригинальный текст (кит.)望岳

盪胸生曾雲，決眥入歸鳥。

會當凌絕頂，一覽衆山小。

— «Взирая на священную вершину», в переводе А. И. Гитовича

## Галерея

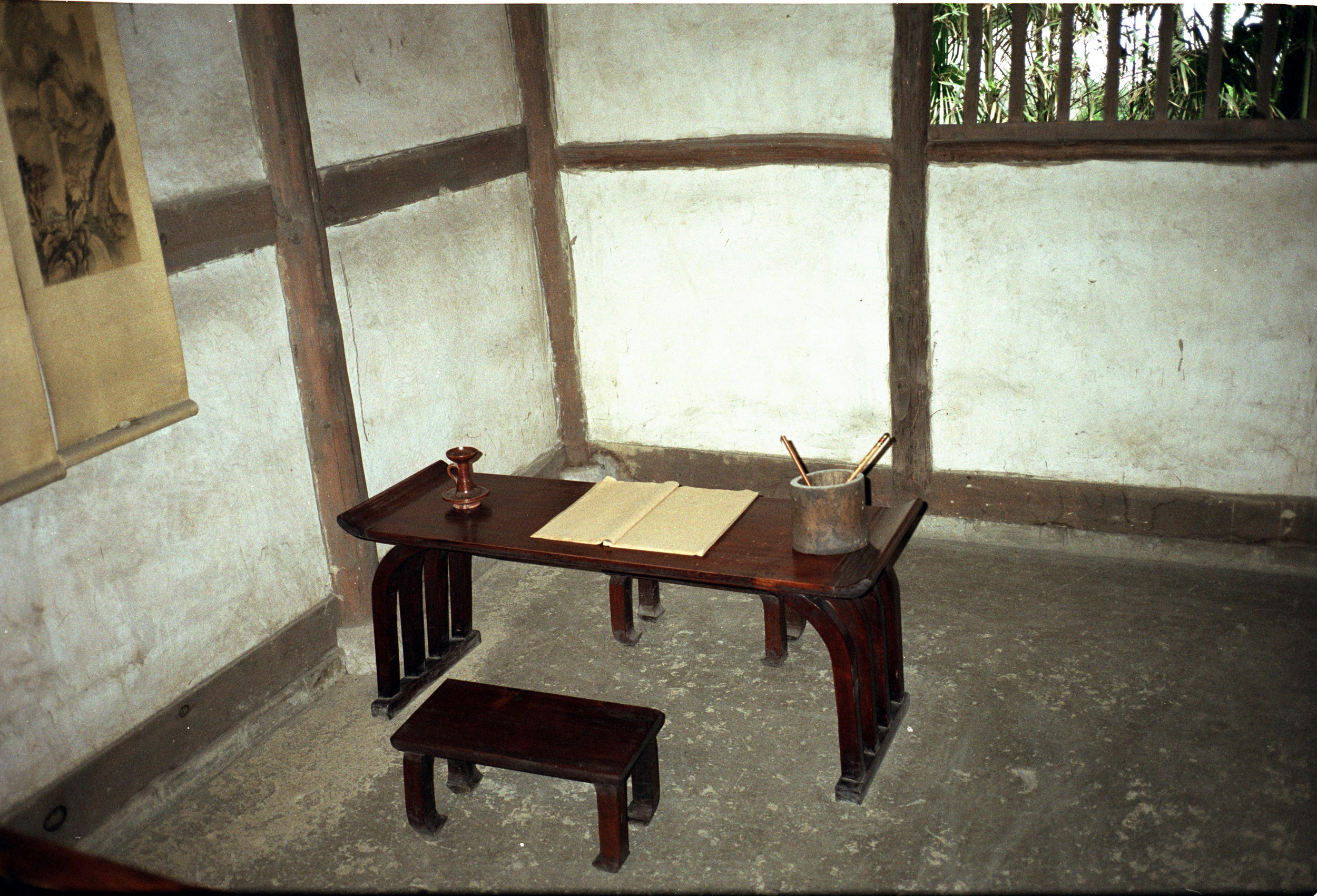
Зона изучения в реконструированной тростниковой хижине Ду Фу
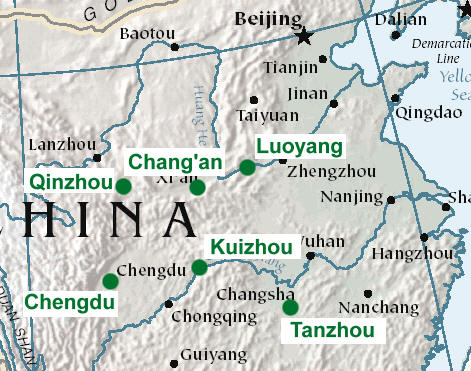
Китай во время Ду Фу
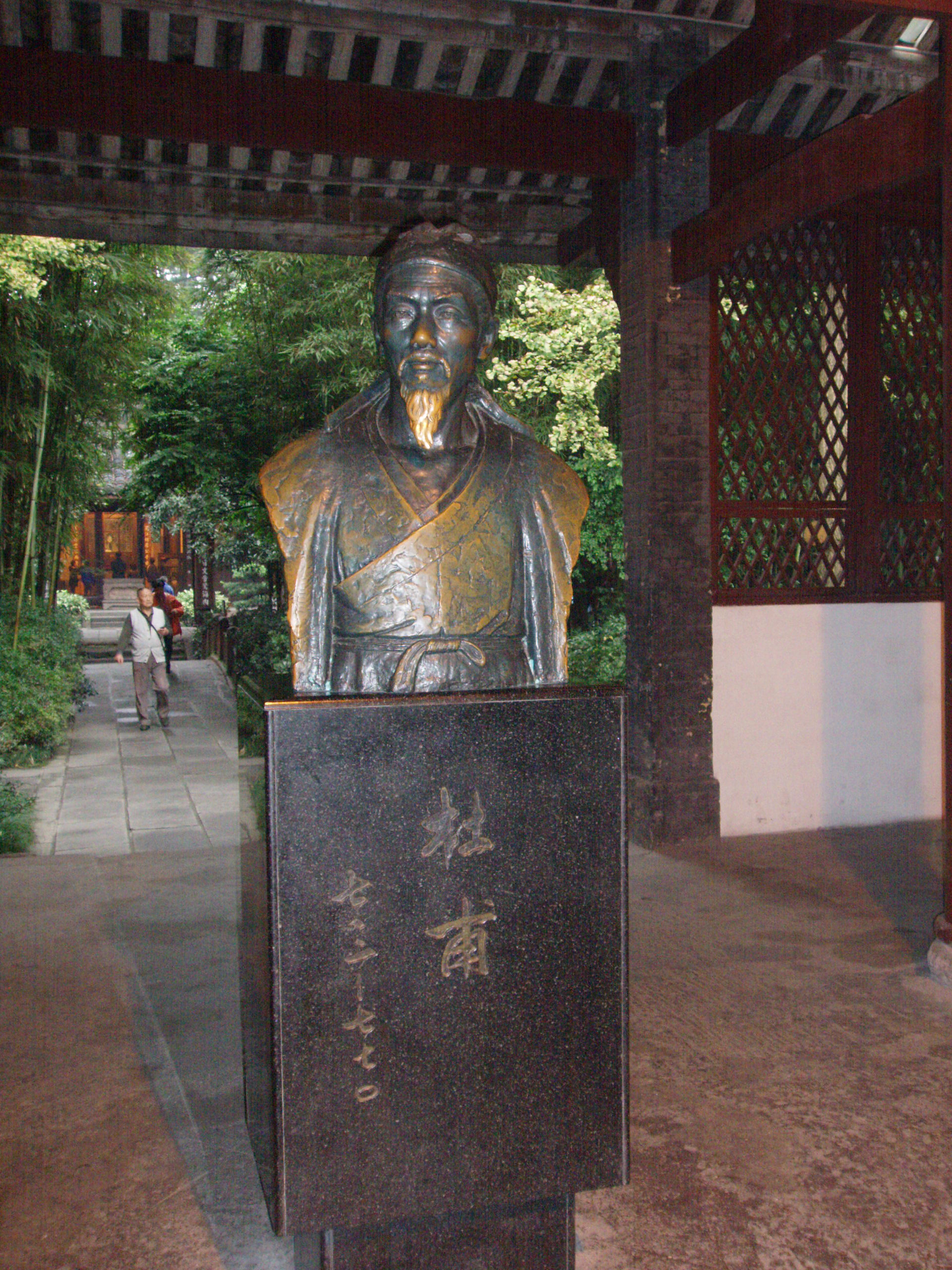
Статуя в его тростниковой хижине, Чэнду, Китай
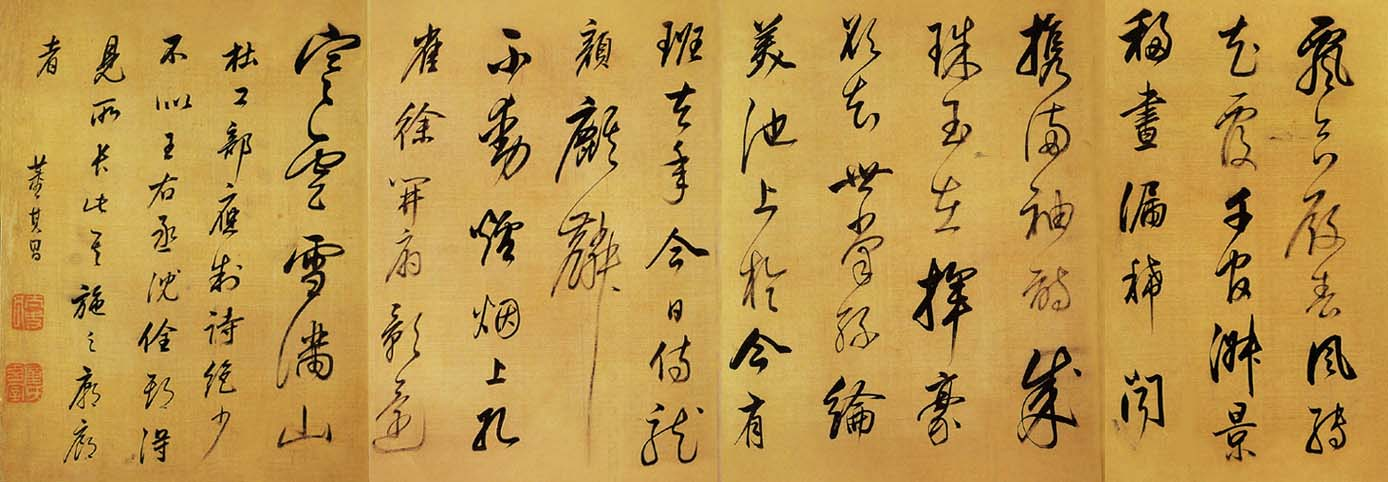
Каллиграфическая копия поэмы Ду Фу «Цзуй гэ син» (кит. упр. 醉歌行) от Дун Цичана
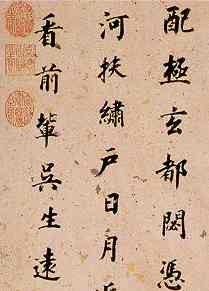
Часть поэмы Ду Фу «Зимой посещаю храм „повелителя непостижимого“ севернее Лояна» (кит. упр. 终日洛城北谒玄元皇帝庙), написанная каллиграфом XVI века
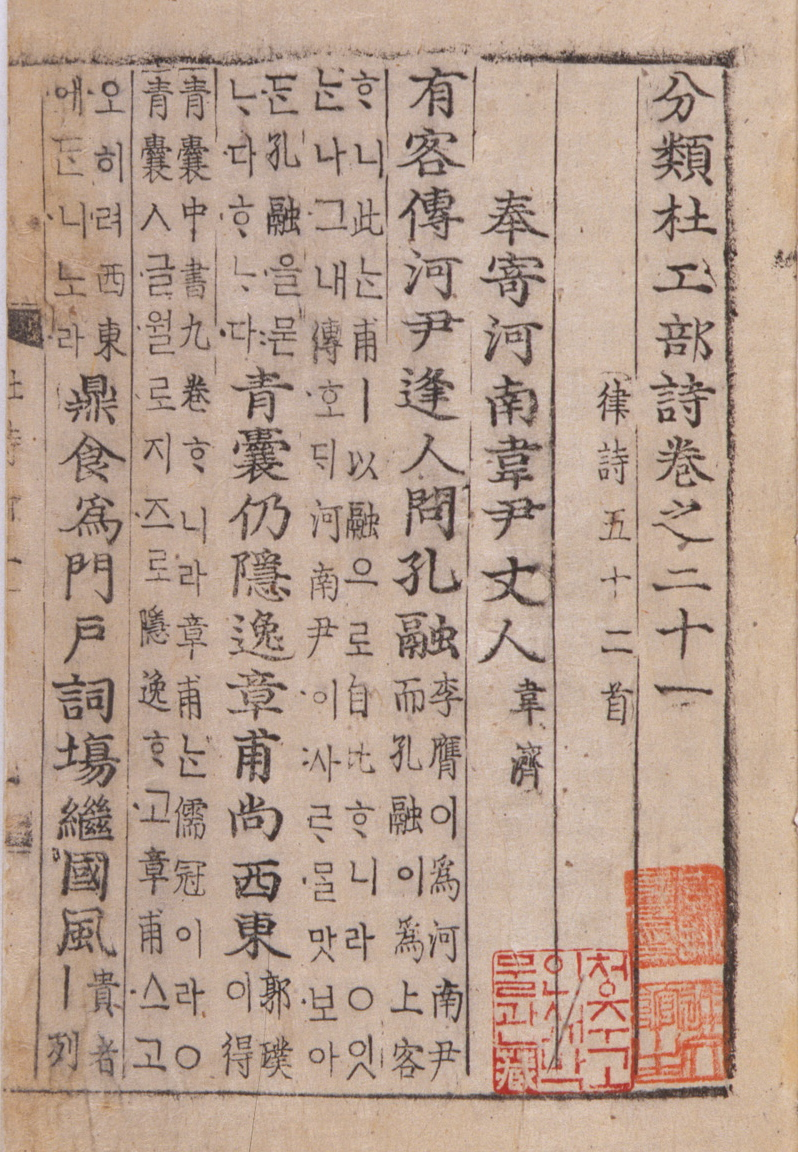
Корейская переведённая книга поэм Ду Фу, 1481, страница со стихотворением «С уважением посылаю почтенному Вэю[кит.], правителю Хэнани» (кит. упр. 奉寄河南韦尹丈人)